# Charles Town
Charles Town is een plaats (city) in de Amerikaanse staat West Virginia, en valt bestuurlijk gezien onder Jefferson County.

## Demografie
Bij de volkstelling in 2000 werd het aantal inwoners vastgesteld op 2907.
In 2006 is het aantal inwoners door het United States Census Bureau geschat op 3869, een stijging van 962 (33,1%).

## Geografie
Volgens het United States Census Bureau beslaat de plaats een oppervlakte van
3,6 km², geheel bestaande uit land. Charles Town ligt op ongeveer 164 m boven zeeniveau.

## Plaatsen in de nabije omgeving
De onderstaande figuur toont nabijgelegen plaatsen in een straal van 20 km rond Charles Town.